# مجدي مهنا
مجدي مهنا  (1957-2008) هو صحفي راحل كما مان يقدم برنامج في الممنوع بقناة دريم الفضائية. يتميز أسلوبه بالجرأة والصدق، يقصد مقاله اليومى ملايين المصريين الباحثين عن كلمة صادقة وسط خضم يعج بالنفاق والرياء للحزب الحاكم.

## حياته ونشأته
ولد مهنا سنة 1957 في قرية سنتماي ميت غمر محافظة الدقهلية، فهو ابن القرية المصرية الحقيقية، الذي شرب حب الوطن منها، بعيداً عن الشعارات البراقة، ووسائل الدعاية المبهرجة. رغم حياته القصيرة في الزمن - توفي عن عمر يناهز الـ 52 عاماً- فإنها كانت حياة كبيرة، وصلت إلي عنان السماء.. عظيمة المعني والفائدة، فقد عاش «مهنا» حياة حافلة ومتميزة، خاض خلالها معارك كثيرة، مهنياً ونقابياً، فقد كان عضواً بمجلس نقابة الصحفيين، وهناك مواقف كثيرة، منها قيام السلطات السورية بمنعه من دخول دمشق، بسبب المقالات التي كتبها ينتقد فيها سوريا، وكان وقتها قادماً من بغداد، بعد أن أجري مقابلات صحفية مع مسؤولين عراقين، بشأن لجنة التفتيش علي الأسلحة بالعراق.

## عمله
التحق مجدي مهنا بالصحافة في سن مبكرة.. فبدأ حياته المهنية في مؤسسة الموهوبين الشهيرة بمؤسسة روز اليوسف، وظل علي قوتها «نظرياً» حتي وفاته، رغم أنه امتنع عن الكتابة فيها منذ سنوات طويلة، لكنه كان عملياً يشّيد مشروعه الصحفي المتميز، فانضم إلي كتيبة جريدة الأهالي، لسان حال حزب التجمع اليساري، ومنها إلي جريدة الوفد، لسان الحزب الليبرالي العريق، ليتقلد منصب رئيس تحرير، بمشاركة سعيد عبد الخالق.
بالتأكيد كانت تجربة «المصري اليوم» علامة فارقة في تاريخ «مهنا» والصحافة أيضاً، فقد كان «مهنا» أحد الشهود الشرعيين علي ولادة «المصري اليوم»، منذ كانت فكرة، ثم بدأ رئيساً للتحرير فيها خلال شهور من التجربة الأولي، وهي محاولة الإصدار التي لم يكتب لها النجاح، بعدها آثر «مهنا» أن يكون محرك الطاقة القوي في نجاح وصعود الجريدة.

## وفاته
توفي مجدي مهنا مساء الجمعة من يوم الثامن من فبراير عام 2008 بعد صراع مع المرض دام عدة شهور 